# An-Nahl

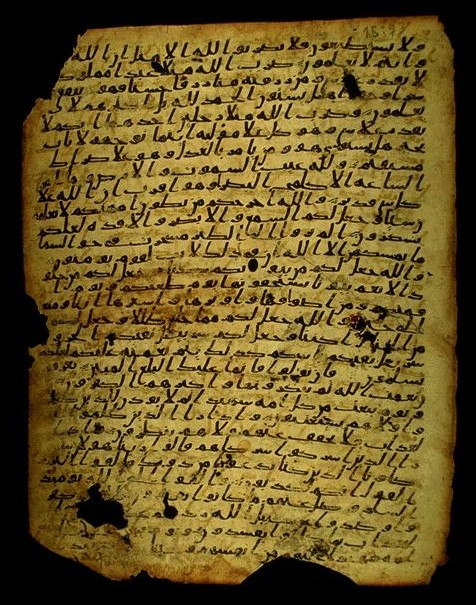
Vers 73-89.

An-Nahl (arabiska: سورة النحل, Sūratu an-Nahl, "Biet") är den sextonde suran i Koranen med 128 verser (ayah). Suran varnar för polyteism och avgudadyrkan (shirk). Den prisar också Allah (Gud) för att ha givit jorden och allt däri till människan att förvalta. Enligt Muhammed Asads kommentar kulminerar skapelsen i Guds uppenbarade budskap till människan, ett budskap vilket han menar kan sägas sammanfattas i surans nittionde vers:
| ”                                                                                        | Gud befaller att rätt och rättvisa skall råda [människor emellan och befaller dem] att göra gott och att vara givmilda mot de närmaste, och Han förbjuder alla skamlösa handlingar och allt som strider mot rimlighet och förnuft och allt som innebär en kränkning av andras rätt. Han förmanar och varnar er, för att ni skall lägga det på hjärtat. | „ |
| – Vers 16:90 i Koranens budskap i översättning av Mohammed Knut Bernström (2000), s. 387 | |   |